# Augochlora mulleri
Augochlora mulleri är en biart som beskrevs av Cockerell 1900. Augochlora mulleri ingår i släktet Augochlora och familjen vägbin. Inga underarter finns listade.